# Junior le terrible (série télévisée d'animation)
 (octobre 2012).
Si vous disposez d'ouvrages ou d'articles de référence ou si vous connaissez des sites web de qualité traitant du thème abordé ici, merci de compléter l'article en donnant les références utiles à sa vérifiabilité et en les liant à la section « Notes et références ».
Junior le terrible est une série télévisée d'animation basée sur le film homonyme. Elle a été diffusée du 31 octobre 1993 au 4 décembre 1994 sur TVE 1 aux Espagne et USA Network aux États-Unis, puis en France à partir du 4 septembre 1996 sur France 3.
Dans la version française, Alexis Tomassian (qui doublait Junior dans les deux premiers films) est le seul comédien à reprendre son rôle.